# بس ترومن
بس ترومن (انگلیسی: Bess Truman؛ ۱۳ فوریهٔ ۱۸۸۵ – ۱۸ اکتبر ۱۹۸۲) همسر هری ترومن، سی و سومین رئیس‌جمهور ایالات متحده آمریکا و بانوی اول ایالات متحده بین سالهای ۱۹۴۵ تا ۱۹۵۳ بود.

## درگذشت
بس ترومن در ۱۸ اکتبر ۱۹۸۲، در سن ۹۷ سالگی بر اثر نارسایی قلبی درگذشت.